# Francis Fergusson
Pour les articles homonymes, voir Fergusson.
Francis Fergusson (1904 - 1986) est un enseignant et un critique littéraire américain. Spécialiste du théâtre dramatique et de la mythologie, il a publié The Idea of a Theater en 1949, possiblement le meilleur et le plus lu des ouvrages sur le théâtre dramatique qu'aurait jamais écrit un Américain.

## Biographie
Francis Fergusson est né au Nouveau-Mexique, aux États-Unis. Il étudie à l'Ethical Culture School à New York, où il devient l'ami de Robert Oppenheimer. Ensuite, il suit des cours à l'université Harvard, où il introduit Oppenheimer auprès d'amis qu'il s'est faits depuis un an. Ensuite, il obtient une bourse Rhodes pour étudier à l'université d'Oxford, en Angleterre.
De retour à New York, il suit des cours de théâtre avec le directeur Richard Boleslawski et rédige des critiques de pièces de théâtre dramatique pour le compte du Herald Tribune, se taillant une réputation de critique intelligent et pragmatique des drames américains et classiques européens. Au début des années 1930, il fonde la division du théâtre dramatique au Bennington College dans le Sud-Ouest du Vermont. Après une décennie à Bennington, il obtient un poste d'enseignant à l'université de l'Indiana, puis à l'université Rutgers où il enseigne la littérature comparée.
Dans The Rarer Action (1970), un ouvrage en l'honneur de Francis Fergusson, le critique Allen Tate écrit : « The Idea of a Theater est un ouvrage comparable, en étendue et en profondeur, au Mimésis d'Erich Auerbach. Il n'y a aucun autre ouvrage par un critique américain dont on peut en dire autant. » Son Aristotle's Poetics (1961), avec des notes et une introduction de sa main, est encore publié en 2010.

## Publications
- The Idea of a Theater: A Study of Ten Plays, The Art of Drama in a Changing Perspective, Princeton, NJ: Princeton UP, 1968.  (ISBN 0691012881).
- Trope and Allegory: Themes Common to Dante and Shakespeare, University of Georgia Press, 1er mai 2011.  (ISBN 978-0-820-33849-1)
- Dante's Drama of the Mind: A Modern Reading of the Purgatorio, Greenwood Press, août 1981.  (ISBN 978-0-313-23034-9)
- Literary Landmarks: Essays on the Theory and Practice of Literature, Rutgers University Press, 1975.  (ISBN 978-0-813-50815-3)
- (avec John McCormick et George Core) Sallies of the Mind, Transaction Publishers, 1er janvier 1997.  (ISBN 978-1-560-00312-0)
- Shakespeare: The Pattern in His Carpet, Delacorte Press, janvier 1970.  (ISBN 978-0-440-07817-3)
- Aristotle's Poetics, Turtleback Books , 1er janvier 1961.  (ISBN 978-1-417-76906-3)

### Citations originales
1. ↑  (en) « The Idea of a Theater is a work comparable in range and depth with Eric Auerbach's Mimesis. There is no other work by an American critic of which this can be said. »